# دونكان كاميرون فرازير
دونكان كاميرون فرازير هو قاضي ومحامي وسياسي كندي، ولد في 1 أكتوبر 1845 في كندا، وتوفي في 27 سبتمبر 1910. حزبياً، نشط في الحزب الليبرالي الكندي والحزب الليبرالي في نوفا سكوشا ‏. وقد انتخب نائب حاكم نوفا سكوشا ‏ (1906 – 1910) وانتخب عضو مجلس العموم الكندي.